# Baryancistrus chrysolomus
Baryancistrus chrysolomus (Барианциструс манго) — вид риб з роду Baryancistrus родини Лорікарієві ряду сомоподібні. Видова назва походить від грецьких слів chryso, тобто «жовтий» або «помаранчевий», та loma — «межа» або «кордон».

## Опис
Загальна довжина сягає 21,9 см. Має 70 нижньощелепних зубів. Тулуб витягнутий, вкритий кістковими пластинками, але черево позбавлене пластин. Спинний плавець складається з 2 жорстких та 7 м'яких променів. Анальний плавець має 5 м'яких променів.
Забарвлення темно-коричневе, іноді з зеленувато-жовтими цятками на голові. Верхні частини спинного і хвостового плавців забарвлені в жовтий або помаранчевий кольори — являє собою широку смугу.

## Спосіб життя
Є демерсальною рибою. Воліє до прісної води. Зустрічаються в річках з помірною або повільною течією, під великими пласкими каменями. Молоді особини — біля берегів річок. Дорослі особини територіальні. Вдень ховається серед водоростей або під камінням. Активна вночі. Живиться переважно діатомовими водоростями, а також личинками безхребетних.

## Розповсюдження
Водиться в басейні річки Шінгу.